# Cintarayat
Cintarayat is een bestuurslaag in het regentschap Garut van de provincie West-Java, Indonesië. Cintarayat telt 6023 inwoners (volkstelling 2010).